# Marcha pela Liberdade
A Marcha pela Liberdade foi lançada pelo Movimento Brasil Livre (MBL) no dia 24 de abril de 2015, em São Paulo, objetivando a ida a pé do estado até Brasília, para protocolar o pedido de Impeachment de Dilma Rousseff. Foram percorridos três estados e mais de mil quilômetros, durante 33 dias, culminando na chegada em Brasília no dia 27 de maio.

## Começo da marcha
O ponto de partida foi na Praça Panamericana, no dia 24 de abril, às 12:00, sem apoio de políticos, apenas popular. No dia, apenas cerca de 23 pessoas haviam se comprometido à caminhada. No entanto, a ideia não era fazer com que muitas pessoas fossem caminhar, como disse Kim Kataguiri, coordenador nacional do MBL, ao noticiar a marcha em um vídeo. 

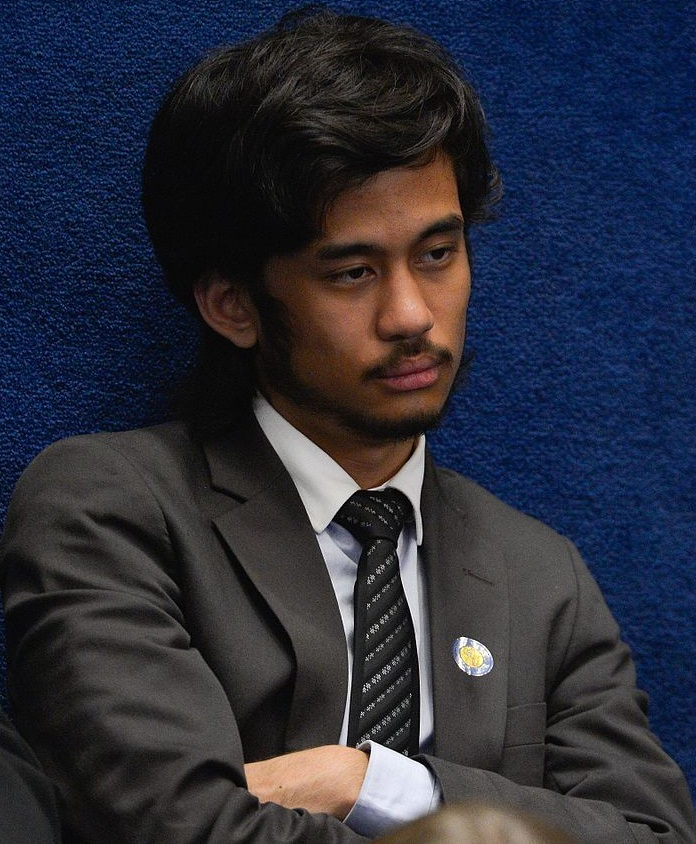
Kim Kataguiri, um dos líderes do movimento.

"A ideia não é que muitas pessoas andem com a gente durante o caminho, mas que consigamos o apoio de grupos e cidades pelas quais a gente passe" Kim Kataguiri.
No entanto, importantes órgãos de imprensa como os jornais O ESTADO DE S.PAULO; O GLOBO, FOLHA DE S.PAULO e a revista CARTA CAPITAL consideraram um apoio tímido, longe das expectativas de participação popular dos organizadores. A revista VEJA  registrou uma foto com poucos manifestantes em fila indiana por um acostamento de estrada, ao noticiar um atropelamento, com o jornalista Reinaldo Azevedo sendo um entusiasta da marcha

## Recepção da marcha
Em mais de dez cidades do interior de São Paulo eles foram muito bem recebidos, fazendo até mesmo com que mais algumas pessoas se juntassem à marcha. Durante a trajeto foi notável o intenso apoio dos caminhoneiros.
A recepção na cúpula política no início, por outro lado, não foi muito positiva, nem sequer entre algumas alas não ligadas diretamente à presidente Dilma. Muitos políticos, entre eles Ronaldo Caiado (DEM/GO), não realizaram as participações prometidas, apesar de irem até a rampa do Congresso com outros deputados de oposição. Os únicos deputados que caminharam até os manifestantes foram os deputados Jair Bolsonaro (PP/RJ) e Eduardo Bolsonaro (PSC/SP). Aécio Neves, um dos líderes da oposição, uma semana antes da marcha chegar à Brasília, fez uma reunião com os outras lideranças da oposição da Câmara, onde condenou o pedido e instruiu os parlamentares a negar o impeachment.. A recepção da base governista, como do PSOL, PCdoB e do próprio PT foi de desdenho, uma vez que no começo e no final, o movimento estava diminuto..
Outros movimentos ao decorrer do tempo começaram a apoiar a iniciativa do MBL, como o Revoltados Online e o Movimento Vem pra Rua.

## Resultados

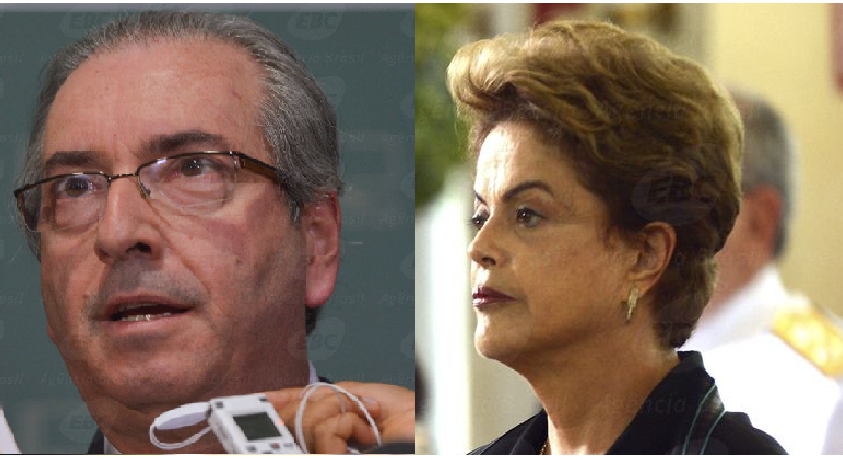
Eduardo Cunha, à época presidente da Câmara dos Deputados do Brasil, e Dilma Rousseff, presidente da República.

Após a chegada a Brasília, no dia 27 de maio de 2015, foram recebidos com alguns partidos da oposição, como PSDB, DEM e PPS, na rampa do Congresso. Após isto, eles foram para uma audiência com o presidente da Câmara dos Deputados, Eduardo Cunha, a quem competia constitucionalmente as capacidades para tal.
"Vamos entregar um protocolo com mais de mil páginas com pareceres jurídicos sobre as pedaladas fiscais e acordos de leniências que legitimam o pedido de impeachment" disse Caique Mafra no dia 27, o coordenador de unidades do Movimento Brasil Livre.
Exatamente um ano após, em 27 de maio de 2016, o site UOL revelou que, ao contrário da informação prestada pelos líderes do MBL como apartidários e sem ligações financeiras com siglas políticas, atos pró-impeachment foram financiados por partidos políticos como o PMDB e o Solidariedade, através de áudios vazados de um dos coordenadores nacionais do Movimento. Em entrevista, o coordenador não apenas confirmou os áudios, como declarou apoio da máquina partidária do DEM e ajuda financeira da Juventude do PSDB.

## Impeachment
Diversos protestos contra o governo Dilma Rousseff ocorreram pelo país, principalmente nas capitais e grandes e médias cidades durante vários domingos no ano de 2015. Foram divulgados pela mídia impressa e emissoras de rádio e TV, com a participação de grandes multidões. De forma inédita, rodadas de partidas de futebol de campeonatos oficiais foram antecipadas para não atrapalhar protestos contra a presidente da República. Hélio Bicudo, procurador de justiça, juntamente com os advogados Janaína Paschoal e Miguel Reale Júnior, denunciaram a presidente por crime de responsabilidade. O processo foi aceito no dia 2 de dezembro de 2015 pelo presidente da Câmara dos Deputados, Eduardo Cunha, resultando na cassação do mandado de Dilma Rousseff no dia 31 de agosto de 2016.

## Representação em outras mídias
Em 2019, os integrantes do MBL lançaram um documentário chamado "Não vai ter golpe", onde apresentaram fotos e filmagens da época dos acontecimentos pré-impeachment de Dilma, como manifestações na Avenida Paulista, organização do pedido de cassação, repercussão popular e a própria Marcha do MBL pela Liberdade.. A jornalista Cynara Menezes fez a crítica ao documentário e descreveu 13 erros factuais do filme, além da seleção das declarações de votos no dia decisivo, omitindo as polêmicas.